# Polygala garcinii
Polygala garcinii är en jungfrulinsväxtart som beskrevs av Dc.. Polygala garcinii ingår i släktet jungfrulinssläktet, och familjen jungfrulinsväxter. Inga underarter finns listade i Catalogue of Life.